# Armia Polska we Włoszech 1918–1919

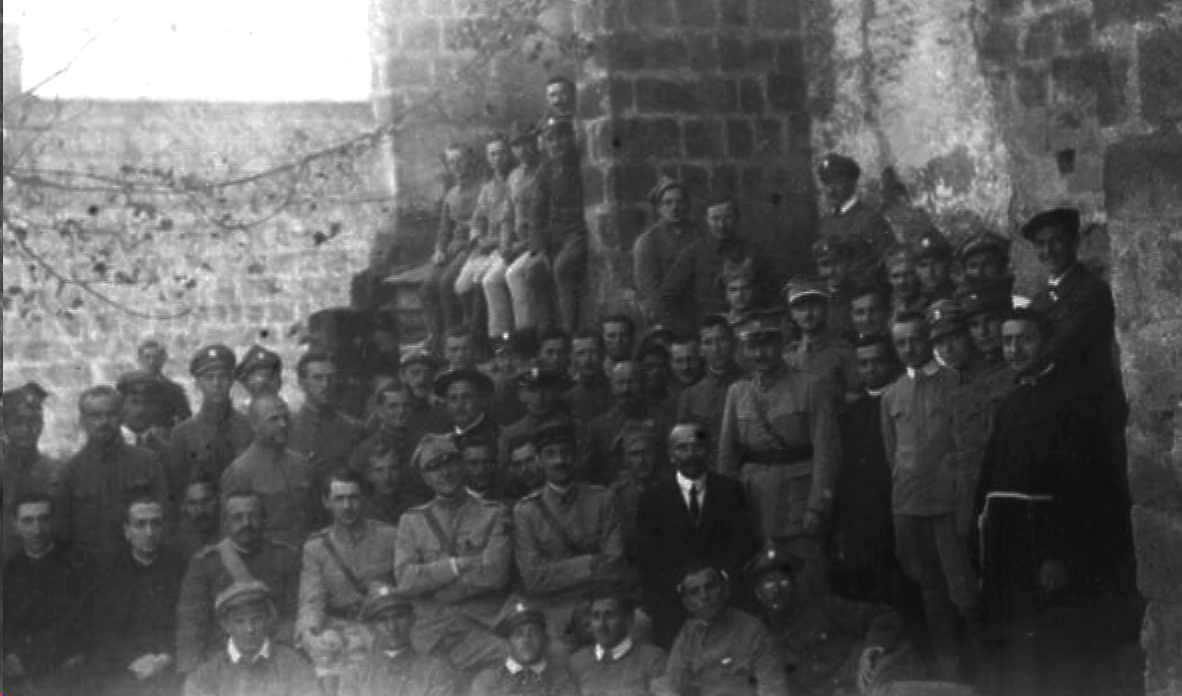
Grupa oficerów Armii Polskiej we Włoszech, Santa Maria Capua Vetere, 5 listopada 1918 roku

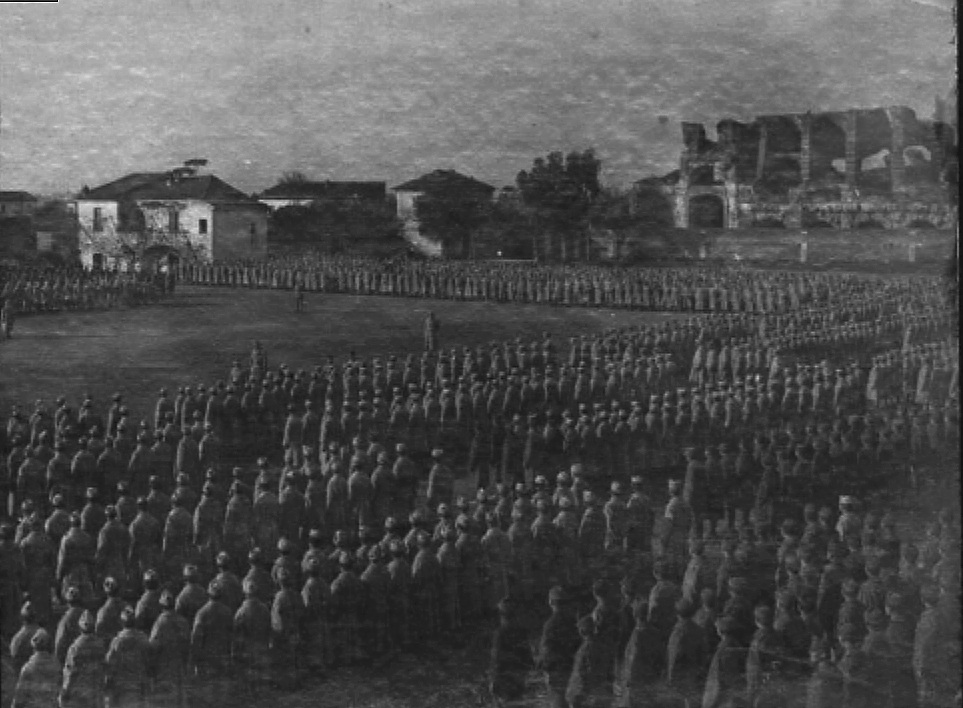
Przegląd Pułku Dąbrowskiego przez mjr Leona Konstantego Radziwiłła, 27 listopada 1918 roku

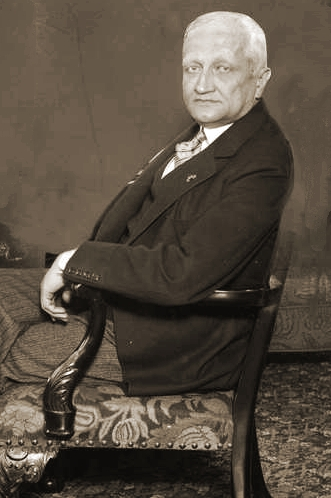
Konstanty Skirmunt, szef misji KNP we Włoszech

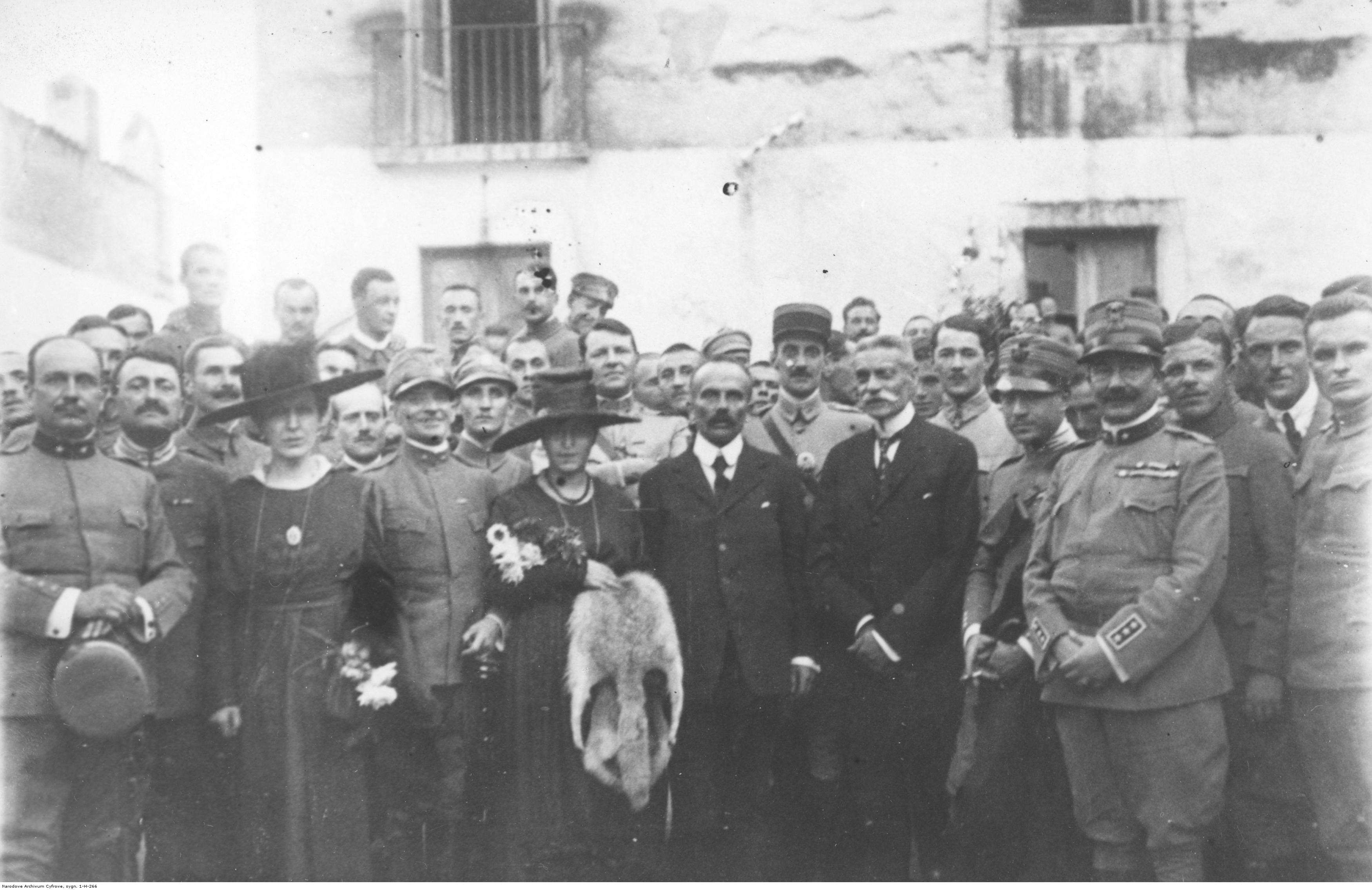
Przedstawiciel Polskiego Komitetu Narodowego Jan Zamorski w obozie jenieckim Casagiove

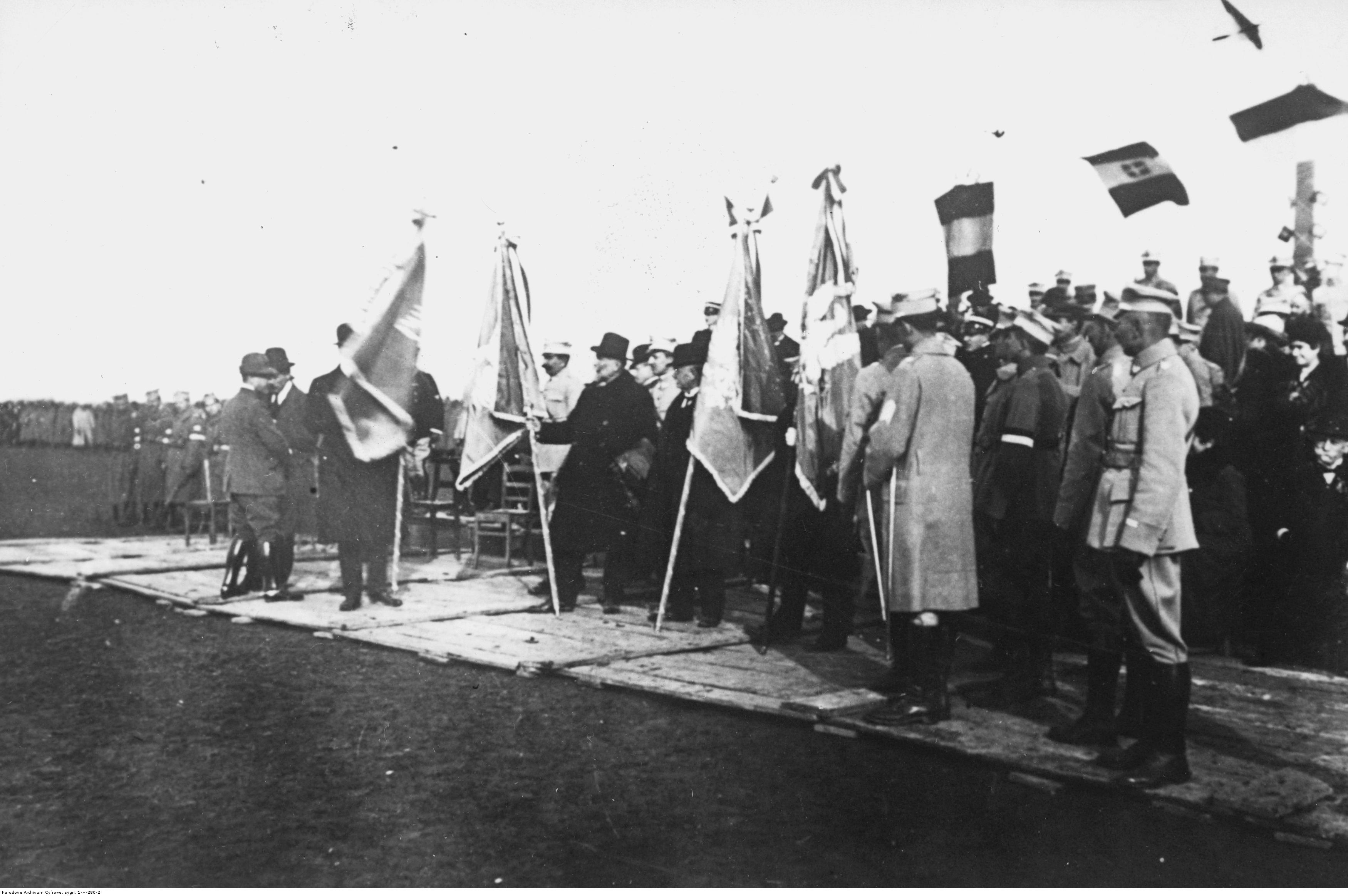
Polski obóz wojskowy w La Mandria di Chivasso - wręczanie sztandarów czterem pułkom; trybuna; 1919 r.

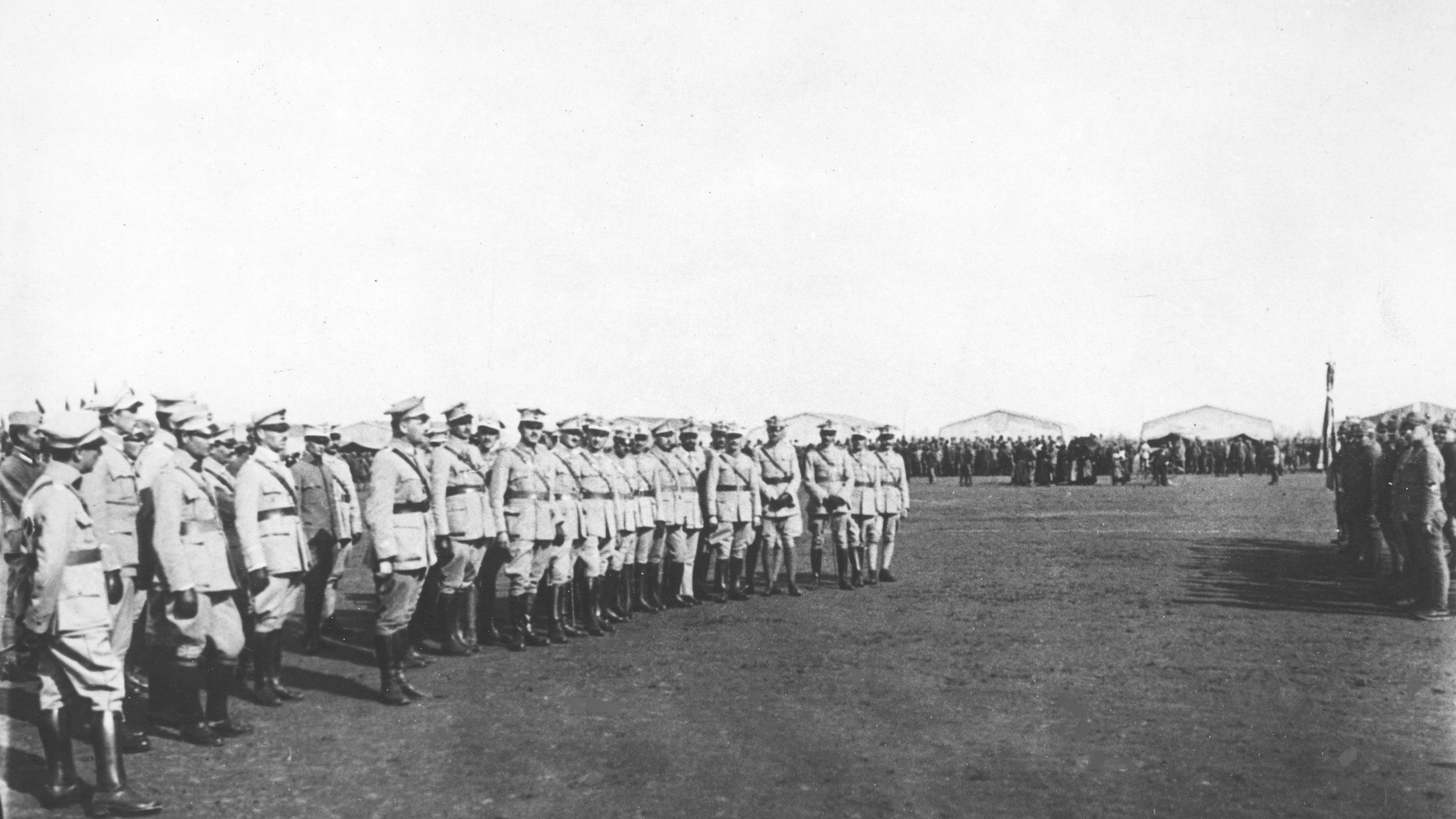
Polski obóz wojskowy w La Mandria di Chivasso - przyjmowanie sztandarów; przemawia ppłk Marian Dienstl-Dąbrowa

Armia Polska we Włoszech 1918–1919 (wł. Armata Polacca in Italia) – formacja wojsk polskich utworzona z jeńców polskich z Armii Austro-Węgier i Armii Cesarstwa Niemieckiego, którzy dostali się do niewoli włoskiej w czasie I wojny światowej.

## Jeńcy polscy w niewoli włoskiej
Po przystąpieniu Królestwa Włoch do I wojny światowej po stronie Ententy w maju 1915 roku powstał nowy front, na którym walczyli Polacy wcieleni do armii Austro-Węgier. Po przegranych przez monarchię habsburską bitwach we Włoszech, wchodzący w jej skład Polacy zsyłani byli do obozów jenieckich w całych Włoszech, których było prawie 2000. Jak donosiła prasa: porozrzucani są po wszystkich obozach tak, że nie ma prowincji, gdzie by Polaka nie było. Wiosną 1917 roku za zgodą władz włoskich utworzono z inicjatywy Macieja Loreta i Jana Zamorskiego  Komitet Polski we Włoszech, mający na celu opiekę nad jeńcami-Polakami i zmierzający do zgrupowania ich w osobnych obozach. 
Rewolucja lutowa w 1917 roku w Rosji, dotychczas sprzeciwiającej się tworzeniu polskich formacji, umożliwiła stworzenie armii polskiej sprzymierzonej z zachodnimi państwami ententy. 4 czerwca 1917 roku prezydent Republiki Francuskiej Raymond Poincaré powołał autonomiczną Armię Polską we Francji. Powstały 15 sierpnia 1917 roku Komitet Narodowy Polski, grupujący przedstawicieli ugrupowań politycznych popierających państwa Ententy, zlecił Konstantemu Skirmuntowi misję do Włoch, której celem było m.in. utworzenie odrębnej polskiej siły zbrojnej u boku aliantów. KNP został uznany przez włoskiego ministra spraw zagranicznych Sidney Sonnino 30 października 1917 roku. W zaistniałej sytuacji Skirmunt skoncentrował się na próbie tworzenia armii polskiej z jeńców, która miała stanowić formalnie część Armii Polskiej we Francji. Spotkał się jednak z niechęcią strony włoskiej, która wolała tworzenie polskich oddziałów ochotniczych u boku armii włoskiej. Władze włoskie w końcu zgodziły się jednak na przesunięcie polskich jeńców, przebywających w ok. 2 tysiącach obozów mieszanych do dwóch czysto polskich obozów. 
By przyspieszyć rekrutację Polaków Skirmunt uzyskał polecenie: 1) skoncentrowania przymusowego jeńców polskich w osobnych obozach, wolnych od wszelkich wpływów austriackich i niemieckich, 2) poddania polskich obozów pod osobną komendę oficera dobrze ze sprawą obeznanego i życzliwie do niej się odnoszącego, 3) poddanie tych obozów odpowiedniej organizacji oraz propagandzie polskiej, 4) wyjednanie dla nich ulg w warunkach bytu, 5) periodycznego odwiedzania obozów i opieki nad jeńcami, 6) badanie ich usposobienia wobec tworzącej się armii polskiej.
W końcu 1917 roku otrzymano zgodę na zgromadzenie jeńców Polaków osobno, w wydzielonych dla nich obozach. W listopadzie 1917 roku polscy jeńcy wojenni w niewoli włoskiej zostali zebrani pod Casertą (około 5000), a na początku 1918 roku przydzielono im obóz w Santa Maria Capua Vetere, niedaleko Kapui, w prowincji Caserta. W połowie 1918 roku liczba polskich jeńców wzrosła do około 15 tysięcy, rozrzuconych w dziesiątkach obozów.

## Formowanie Armii Polskiej we Włoszech
We wrześniu 1918 roku Sidney Sonnino wyraził zgodę na sformowanie armii polskiej we Włoszech. 20 września do Rzymu wyjechała polsko-francuska misja wojskowa, dowodzona przez majora Leona Konstantego Radziwiłła, któremu towarzyszył m.in. kapitan Marian Dienlst-Dąbrowa oraz porucznik Wilhelm Hörl. Radziwiłłowi udało się sprowadzić z Francji uzbrojenie i umundurowanie dla tworzonej z jeńców polskich armii. 12 października minister Sonnino podkreślił, że żołnierze polscy będą musieli walczyć we Włoszech, jednak wkrótce nastąpił rozejm włosko-austriacki i nie było to konieczne. 29 października 1918 roku włoski minister opieki nad weteranami wojennymi Leonida Bissolati zawiadomił kierownika Misji KNP, iż Dowództwo Główne wyraziło zgodę na rozpoczęcie rekrutacji do armii polskiej. Od tego momentu rozpoczęła się właściwa organizacja armii we Włoszech jako części Armii Polskiej we Francji.
W pierwszych dniach grudnia w obozie Santa Maria Capua Vetere złożyły przysięgę pierwsze trzy jednostki piechoty (które przyjęły imię Dąbrowskiego, Głowackiego i Kościuszki).  Jednostki te w połowie grudnia zostały wysłane do Francji. Pozostałych jeńców polskich zebrano w jednym obozie La Mandria di Chivasso, w Mandrii pod Chivasso, niedaleko Turynu. W pierwszej połowie 1919 wszyscy jeńcy polscy, którzy chcieli wstąpić do wojska zostali skierowani do Mandrii, zaś do Pontecchio koło Bolonii kierowano niezdolnych do służby wojskowej. Przeniesienie tych osób z Bolonii do Krakowa rozpoczęto z pomocą włoskiego i polskiego Czerwonego Krzyża w grudniu 1918 roku.
31 stycznia 1919 roku zaprzysiężono pierwszy regiment sformowany w Turynie, który przyjął imię Adama Mickiewicza. Turyński Komitet Pro Polonia podarował jednostce sztandar, który  wręczono w obecności prawie 12 tys. żołnierzy oraz reprezentacji władz. Niektóre oddziały polskie przesyłano bezpośrednio przez Austrię, jednak większość wróciła do kraju przez Francję z armią Hallera. W sumie spośród 60 tys. Polaków, którzy przebywali we Włoszech, 30 tys. dołączyło do armii gen. Hallera we Francji. W styczniu 1919 roku co 4 dni wyjeżdżał z Włoch jeden batalion polski liczący 850 ludzi. 10 lutego wyruszył pierwszy konwój żołnierzy polskich z Mandrii do Francji, a 3 dni później pułk piechoty „Francesco Nullo” (pod sztandarem miasta Bergamo) i pułk „Garibaldi” (pod sztandarem miasta Mediolanu). 15 marca wyruszył pułk „Zawisza Czarny” (pod sztandarem Chivasso), a potem ostatni uformowany w Turynie pułk „Stefan Czarniecki”.
Skirmunt w raporcie do Centrali z 2 czerwca 1919 roku podawał, że ogółem zaciągnięto dotychczas w szeregi Wojska Polskiego w Santa Maria Capua Vetere 10 016 oficerów i żołnierzy, w La Mandria di Chivasso – 22 498, razem ponad 32,5 tys. ludzi; z tego 450 oficerów i 23,5 tys. żołnierzy odesłanych zostało do Francji, reszta, pozostająca w obozach, ma być wysłana w najbliższym czasie.

## Oddziały polskie sformowanie we Włoszech
Sformowane w obozie Santa Maria Capua Vetere: 
- 1 Pułk Strzelców im. Henryka Dąbrowskiego
- 2 Pułk Strzelców im. Tadeusza Kościuszki
- Pułk Strzelców im. Bartosza Głowackiego ?[b]

3 Pułk Strzelców im. ks. Józefa Poniatowskiego
Sformowane w obozie La Mandria di Chivasso:
- Pułk Piechoty im. Adama Mickiewicza
- Pułk Piechoty im. Giuseppe Garibaldiego
- Pułk Piechoty im. Francesco Nullo
- Pułk Piechoty im. Zawiszy Czarnego
- Pułk Piechoty im. Hetmana Stefana Czarnieckiego
- Pułk Artylerii im. Józefa Bema
- dywizjon kawalerii
- oddział  karabinów maszynowych
- kompania saperów
- kompania sanitarna